# Списак основних школа у Мачванском округу
Списак државних основних школа у Мачванском управном округу, односно градовима Шабцу и Лозници и општинама Богатић, Општина Владимирци, Општина Коцељева, Општина Крупањ, Општина Љубовија и Општина Мали Зворник. 

## Град Шабац
| Слика | Основна школа                             | Адреса                              | Година оснивања | Ранији називи                                             | Реф.   |
| ----- | ----------------------------------------- | ----------------------------------- | --------------- | --------------------------------------------------------- | ------ |
|       | ОШ „Војвода Степа” Липолист               | Карађорђева 1, Липолист             | 1856.           | —                                                         | [ 1 ]  |
|       | ОШ „Вук Караџић” Шабац                    | Вука Караџића 14, Шабац             | 1887.           | —                                                         | [ 2 ]  |
|       | ОШ „Доситеј Обрадовић” Волујац            | Волујац бб, Шабац                   | —               | —                                                         | [ 3 ]  |
|       | ОШ „Јанко Веселиновић” Шабац              | Карађорђева 48, Шабац               | 1893.           | —                                                         | [ 4 ]  |
|       | ОШ „Јеврем Обреновић” Шабац               | Жике Поповића 20, Шабац             | 1961.           | ОШ „Селе Јовановић”                                       | [ 5 ]  |
|       | ОШ „Јован Цвијић” Змињак                  | Војвода Мишића 1, Змињак            | 1841.           | —                                                         | [ 6 ]  |
|       | ОШ „Краљ Александар Карађорђевић” Прњавор | Војводе Мишића 2, Прњавор           | 1845.           | —                                                         | [ 7 ]  |
|       | ОШ „Лаза К. Лазаревић” Шабац              | Масарикова 136, Шабац               | —               | „Осмолетка бр. 3” · Осмогодишња школа „Лаза К. Лазаревић” | [ 8 ]  |
|       | ОШ „Мајур” Мајур                          | Светог Саве 4, Мајур                | 1887.           | —                                                         | [ 9 ]  |
|       | ОШ „Ната Јеличић” Шабац                   | Јеле Спиридоновић Савић 5, Шабац    | 1960.           | —                                                         | [ 10 ] |
|       | ОШ „Николај Велимировић” Шабац            | Владе Јовановић 52, Шабац           | —               | ОШ „Милева Косовац”                                       | [ 11 ] |
|       | ОШ „Свети Сава” Шабац                     | Драгише Пењина 31, Шабац            | 1973.           | —                                                         | [ 12 ] |
|       | ОШ „Стојан Новаковић” Шабац               | Војводе Јанка Стојићевића 38, Шабац | 1965.           | —                                                         | [ 13 ] |

## Град Лозница
| Слика | Основна школа                                         | Адреса                           | Година оснивања | Ранији назив                                                         | Реф.   |
| ----- | ----------------------------------------------------- | -------------------------------- | --------------- | -------------------------------------------------------------------- | ------ |
|       | ОШ „Кадињача“ Лозница                                 | Генерала Јуришића 1, Лозница     | 1960.           | -                                                                    | [ 14 ] |
|       | ОШ „Вук Караџић“ Лозница                              | Филипа Кљајића 45, Лозница       |                 |                                                                      | [ 15 ] |
|       | ОШ „Анта Богићевић” Лозница                           | Јанка Веселиновића 6, Лозница    | 1795.           |                                                                      | [ 16 ] |
|       | ОШ „Јован Цвијић“ Лозница                             | Његошева 20, Лозница             | 1965.           | -                                                                    |        |
|       | ОШ „Доситеј Обрадовић“ Клупци                         | Ратарска бб, Клупци              | 1948.           | Основне школе „Јован Цвијић“                                         |        |
|       | ОШ „Вера Благојевић“ Бања Ковиљача                    | Вере Благојевић 4, Бања Ковиљача | 1845.           | -                                                                    |        |
|       | ОШ „Вукова спомен школа“ Тршић                        | Тршић                            | 1908.           | «Државна народна школа Вукова»                                       |        |
|       | ОШ „14. октобар“ Драгинац                             | Драгинац                         | 1839.           | Јаребичка школа (1839-1945). „Основна школа у Драгинцу“ (1946-1960). |        |
|       | ОШ „Мика Митровић“ Брезјак                            | Брезјак                          |                 |                                                                      |        |
|       | ОШ „Степа Степановић“ Текериш                         | Текериш                          | 1843.           |                                                                      |        |
|       | ОШ „Свети Сава“ Липнички Шор                          | Маршала Тита 1, Липнички Шор     | 1944.           |                                                                      |        |
|       | ОШ „Вук Караџић“ Липница                              | Липница                          | 1892.           | Грнчарска школа (1892-1959)                                          |        |
|       | ОШ „Петар Тасић“ Лешница                              | Браће Малетић 1, Лешница         | 1838.           |                                                                      |        |
|       | ОШ „Краљ Александар I Карађорђевић“ Јадранска Лешница | Јадранска Лешница                | 1870.           |                                                                      |        |
|       | Музичка школа „Вук Караџић“ Лозница                   | Генерала Јуришића 5, Лозница     | 1965.           |                                                                      | [ 17 ] |

## Општина Богатић
| Слика | Основна школа                    | Адреса                              | Година оснивања | Ранији назив | Реф.   |
| ----- | -------------------------------- | ----------------------------------- | --------------- | --- | ------ |
|       | ОШ „Мика Митровић“ Богатић       | Војвода Степе 4, Богатић            | 1824.           | | [ 18 ] |
|       | ОШ „Никола Тесла“ Дубље          | Ђенерала Драже Михајловића 8, Дубље | 1865.           | ОШ „Вера Благојевић“ Дубље | [ 19 ] |
|       | ОШ „Вук Караџић“ Бадовинци       | Карађорђева 1, Бадовинци            | 1843.           | Нормално училиште и нормална школа (1843). Селско училиште, основно училиште бадовиначко и основна школа обштине Бадовиначке (1844). Краљевска српска основна школа Бадовиначка (1882). Народна основна школа (1898). Основна школа (1922-1926). Државна народна школа (1926-1946). Први назив Вожд Карађорђе (1935). Основна школа (1946-1950), осмолетка (1950-1954), осмогодишња школа (1954-1959) и основна школа од 1959. Школа Моша Пијаде (1957-1973). Школа Мачвански партизански одред (1974-1993). | [ 20 ] |
|       | ОШ „Цветин Бркић“ Глушци         | С. Алимпића 3, Глушци               | 1842.           | | [ 21 ] |
|       | ОШ „Лаза К. Лазаревић“ Клење     | Дринска 1, Клење                    | 1873.           | | [ 22 ] |
|       | ОШ „Јанко Веселиновић“ Црна Бара | М. Петровића 54, Црна Бара          | 1879.           | ОШ „Милош Милојевић“ | [ 23 ] |

## Општина Владимирци
| Слика | Основна школа                | Адреса                     | Година оснивања | Ранији назив                                  | Реф.   |
| ----- | ---------------------------- | -------------------------- | --------------- | --------------------------------------------- | ------ |
|       | ОШ „Жика Поповић“ Владимирци | Светог Саве бб, Владимирци | 1948.           | Нижа гимназија                                | [ 24 ] |
|       | ОШ „Јован Цвијић“ Дебрц      | Београдски пут бб, Дебрц   | 1892.           | До 1962. године егзистира под садашњим именом | [ 25 ] |

## Општина Коцаљева
| Слика | Основна школа                  | Адреса                 | Година оснивања | Ранији назив                                   | Реф.   |
| ----- | ------------------------------ | ---------------------- | --------------- | ---------------------------------------------- | ------ |
|       | ОШ „Мића Станојловић” Коцељева | Доситејева 3, Коцељева | 1990.           | Настала спајањем свих основних школа у општини | [ 26 ] |

## Општина Крупањ
| Слика | Основна школа                           | Адреса             | Година оснивања | Ранији назив                                      | Реф.   |
| ----- | --------------------------------------- | ------------------ | --------------- | ------------------------------------------------- | ------ |
|       | ОШ „Боривоје Ж. Милојевић” Крупањ       | Радничка 2, Крупањ | 1837.           | Од 1. октобра 1993. године школа носи садашње име | [ 27 ] |
|       | ОШ „Жикица Јовановић Шпанац” Бела Црква | Бела Црква         | пре 1836.       |                                                   | [ 28 ] |

## Општина Љубовија
| Слика | Основна школа                | Адреса                     | Година оснивања | Ранији назив | Реф.   |
| ----- | ---------------------------- | -------------------------- | --------------- | ------------ | ------ |
|       | ОШ „Петар Враголић” Љубовија | Јована Цвијића 1, Љубовија | 1958.           |              | [ 29 ] |

## Општина Мали Зворник
| Слика | Основна школа                      | Адреса                                   | Година оснивања | Ранији назив                                                                                      | Реф.   |
| ----- | ---------------------------------- | ---------------------------------------- | --------------- | ------------------------------------------------------------------------------------------------- | ------ |
|       | ОШ „Бранко Радичевић” Мали Зворник | Краља Петра I 10, Мали Зворник           | 1905.           |                                                                                                   | [ 30 ] |
|       | ОШ „Никола Тесла” Велика Река      | Улица краља Петра првог 665, Велика Река | 1904.           | Основна школа Филип Кљајић                                                                        | [ 31 ] |
|       | ОШ „Милош Гајић” Амајић            | Језерска бб, Амајић                      | 1922.           | Бивша ОШ "Милош Гајић" Амајић, сада ОШ "Никола Тесла" Велика Река                                 | [ 32 ] |
|       | ОШ „Стеван Филиповић“ Радаљ        | Николе Тесле 205, 15321 Радаљ            | 1892.           | Радна организација основног образовања и васпитања „Вук Караџић са седиштем у Малом Зворнику.     | [ 33 ] |
|       | ОШ „Браћа Рибар” Доња Борина       | Боринска 25, 15317 Доња Борина           | 1895.           | До 1996. године је често мењала називе, удруживала се и раздруживала са другим школама у општини. | [ 34 ] |